# بایرس فلای
بایرس فلای (به انگلیسی: Baires Fly) یک شرکت هواپیمایی است که در تاریخ ۳۰ مه ۱۹۹۶ میلادی تأسیس شده است و دفتر مرکزی آن در شهر بوئنوس آیرس کشور آرژانتین قرار دارد. محله هوایی یورگ نوبری پایگاه اصلی این شرکت هواپیمایی است.